# Cladorhizidae
Los cladorrícidos (Cladorhizidae) son una familia de esponjas de mar de la clase Demospongiae.